# Actinidia ulmifolia
Actinidia ulmifolia är en tvåhjärtbladig växtart som beskrevs av Chou Fen g Liang. Actinidia ulmifolia ingår i släktet aktinidiasläktet, och familjen Actinidiaceae. Inga underarter finns listade i Catalogue of Life.